# La Ville fantôme (film, 1967)
Pour les articles homonymes, voir La Ville fantôme.
La Ville fantôme (Speedy Ghost to Town) est un dessin animé de la série Merrie Melodies réalisé par Alex Lovy et sorti en 1967. il met en scène Speedy Gonzales contre Daffy Duck.